# Lihewu
Lihewu (kinesiska: 理合务镇, 理合务) är en köping i Kina. Den ligger i provinsen Shandong, i den östra delen av landet, omkring 79 kilometer norr om provinshuvudstaden Jinan. Antalet invånare är 25 574. Befolkningen består av 12 902 kvinnor och 12 672 män. Barn under 15 år utgör 17,0 %, vuxna 15-64 år 74 %, och äldre över 65 år 8,0 %.
Genomsnittlig årsnederbörd är 755 millimeter. Den regnigaste månaden är juli, med i genomsnitt 289 mm nederbörd, och den torraste är mars, med 5 mm nederbörd.